# Triepeolus schwarzi
Triepeolus schwarzi är en biart som beskrevs av Cockerell 1921. Triepeolus schwarzi ingår i släktet Triepeolus och familjen långtungebin.

## Underarter
Arten delas in i följande underarter:
- T. s. schwarzi
- T. s. subcalens